# Turniej o Puchar Rybnickiego Okręgu Węglowego 1966
Puchar Rybnickiego Okręgu Węglowego 1966 – zawody żużlowe, mające na celu wyłonienie zwycięzcy turnieju o Puchar ROW. Zawody w 1966 roku wygrał Andrzej Wyglenda.

## Finał
- Rybnik, 23 października 1966
- Sędzia:

| Msc. | Zawodnik               | Klub         | Pkt |             |  |
| ---- | ---------------------- | ------------ | --- | ----------- |  |
| 1    | Andrzej Wyglenda       | Rybnik       | 15  | (3,3,3,3,3) |  |
| 2    | Stanisław Tkocz        | Rybnik       | 14  | (3,3,3,3,2) |  |
| 3    | Antoni Woryna          | Rybnik       | 13  | (3,3,3,3,1) |  |
| 4    | Joachim Maj            | Rybnik       | 10  | (2,2,1,2,3) |  |
| 5    | Jan Tkocz              | Gdańsk       | 10  | (2,2,3,1,2) |  |
| 6    | Zygmunt Pytko          | Tarnów       | 9   | (2,1,2,2,2) |  |
| 7    | Jerzy Trzeszkowski     | Wrocław      | 8   | (1,3,1,3,0) |  |
| 8    | Waldemar Motyka        | Rybnik       | 7   | (3,1,1,2,0) |  |
| 9    | Andrzej Pogorzelski    | Gorzów Wlkp. | 7   | (1,d,2,1,3) |  |
| 10   | Bohdan Jaroszewicz     | Wrocław      | 6   | (0,1,d,2,3) |  |
| 11   | Konstanty Pociejkowicz | Wrocław      | 6   | (0,2,2,1,1) |  |
| 12   | Edward Kupczyński      | Bydgoszcz    | 6   | (1,2,2,1,0) |  |
| 13   | Alojzy Norek           | Rybnik       | 4   | (2,d,0,0,2) |  |
| 14   | Edmund Migoś           | Gorzów Wlkp. | 3   | (0,1,1,0,1) |  |
| 15   | Zbigniew Podlecki      | Gdańsk       | 1   | (1,0)       |  |
| 16   | Karol Peszke           | Rybnik       | 1   | (0,0,1)     |  |
| 17   | Marian Kaiser          | Gdańsk       | 0   | (d,0,0)     |  |